# 浙赣粤运河
浙赣粤运河是一项规划中的水运工程，由浙赣运河、赣粤运河两部分组成。运河规划总投资3200亿元人民币，长度约1988公里。项目建成后将打通钱塘江、赣江、珠江三大流域，连接长三角与粤港澳大湾区两大经济圈。